# Teddy Baudet
Pour les articles homonymes, voir Baudet.
Teddy Baudet, né le 16 juin 1980, est un pilote automobile français d'autocross, agriculteur et éleveur de bovins charentais à Sauvignac.

## Biographie
Il fait ses débuts dans la spécialité en 2000, faisant ses premières apparitions sur le circuit européen en 2009 (10e au général).
Lors de ce même championnat d'Europe 2009, il est le premier à avoir un véhicule -de sa conception- doté d'un moteur issu du WRC (Mitsubishi de 480 ch, pour 83 mKg de couple).

## Palmarès
- Champion d'Europe en 2010, sur un BG16 à moteur Mitsubishi 2,2L. turbo 4WD (catégorie "Super Buggy" Division 3)[2], avec des victoires à Bauska (Lettonie), Seelow (Allemagne) et Prerov (Tchéquie)[3];
- Double Champion de France D3 libre, en 2007 (Voisin à moteur Porsche 3.5L. de 350 cv) et 2008 (BG16 Mitsubishi);
- Double vainqueur de la "Buggy Cup" Nationale, en 2006 et 2007 sur Fouquet à moteur Renault (et champion de France 2WD);
  - Vice-champion 2WD en 2004 et 2005.

(Nota Bene: en 1981, son père Patrick a été lui aussi champion de France D3, sur Punch Renault)